# Důl Kübeck
Důl Kübeck (Nr. II) byl hlubinný černouhelný důl v Kladně. Těžní budova, strojovna těžních strojů, těžní stroj Siemens & Halske a ventilátorovna byly v roce 2001 prohlášeny kulturní památkou Česka.

## Historie
V roce 1842 v severní části katastrálního území Kladna byla založena kutací jáma Státní kutací a vrtební komisí. Jáma byla hloubena v profilu 5,057 × 1,897 m. V roce 1845 byl u jámy postaven malý vodotěžní parní stroj k zvládání přítoků důlních vod. V hloubce 43 m bylo hloubení přerušeno pro velký přítok vody.
V roce 1856 přešel důl do vlastnictví Rakouské společnosti státní dráhy (StEG), která jámu dohloubila v roce 1858 pod názvem Nr. II a zahájila těžbu uhlí. Hlavní kladenská sloj o mocnosti 10,25 m byla zastižena v hloubce 337,5 m. Později byla jáma pojmenována po prezidentu dvorní komory Karla Bedřicha Kübecka. Po dokončení hloubení byl důl spojen se sousedním dolem Thinnfeld v jeden provozní celek s provozní správou StEG na dole Kübeck. V květnu 1858 byla zahájena ražba chodeb a překopů, které propojily důl Kübeck s dolem Thinnfeld. V roce 1876 byly na dole zavedeny řetězové dráhy a vrátky na stlačený vzduch. V roce 1889 byl ražen spojovací překop k dolu Ronna, který sloužil jako větrní a také v případě potřeby k odvádění důlních vod. Elektrifikace dolů Kübeck a Thinnfeld byla zahájena výstavbou elektrické centrály v roce 1896 se dvěma generátory. Vrátky na stlačený vzduch byly nahrazovány elektrickými. Jáma sloužila jako těžní a zároveň jako větrní pro důl Ronna až do roku 1997. Provoz na jámě byl ukončen 15. listopadu 1997. V únoru 1998 byla jáma zasypána a těžní budova prohlášena kulturní památkou.
Jáma Kübeck byla v provozu od roku 1858 do roku 1997, byla to nejstarší a nejdéle provozována jáma na Kladensku.

## Popis

### Těžní budova
Jáma Kübeck byla hluboká 353 m. Její těžní věž byla postavena z hraněného dříví, její výška byla 13,1 m (ke středu lanovnic o průměru 3,8 m). Uspořádání dolu odpovídalo centrálnímu typu těžní budovy s dominantní zděnou těžní věží na půdorysu písmene T. Na těžní budovu (ve směru na jih) navazovala strojovna, kotelna a komín. Na boční strany těžní budovy navazovala nižší dvoupodlažní křídla se sedlovými střechami. V západním křídle byla ventilátorovna a kancelář, východní křídlo bylo obytné, později přeměněno na cechovnu, lampovnu a šatnu. Budovy byly omítané a zděné převážně z opukového zdiva.
V roce 1868 byl ve strojovně instalován ležmý dvouválcový parní těžní stroj od firmy Breitfeld & Ruston. Průměr válců byl 500 mm, zdvih 2000 mm, kulisový rozvod systému Goosch. Ploché lano bylo ukládáno na bobiny o průměru 3,15  m, nejmenší průměr byl 3,3 m a největší 4,13 m, průměrná rychlost lana byla 6,5 m/s. V roce 1913 byl zastaven provoz dolu Thinnfeld a na rekonstruovaný důl Kübeck byl instalován elektrický těžní stroj z dolu Thinnfeld. Těžní stroj byl vyroben v roce 1901 firmou Siemens & Halske, byl poháněn třífázovým asynchronním motorem o napětí 250 V. Na těžní věži byly usazeny nové lanovnice o průměru 2,4 m. Těžní stroj byl na přelomu let 2003–2004 zničen sběrači kovů, je zachována skříň stroje.
Na přelomu sedmdesátých a osmdesátých let 20. století byly provedeny rozsáhlé úpravy objektu. Těžní budova byla snesena do úrovně lanovnic a zastřešena sedlovou střechou. Západní křídlo bylo probouráno pro umístění nové ventilátorovny. V těžní budově se zachovala dřevěná konstrukce těžní věže.

### Čerpání vody
Bezprostředně vedle jámy byl v roce 1848 instalován expanzní parní stroj s kondenzací, s kataraktovým rozvodem, který byl pravděpodobně vyroben v belgické firmě Seraing. V jámovém stvolu bylo pět tlakových pumpových soustav k nimž vedla dřevěná tahadla na bocích pobitá plochým železem. Výkon parního stroje byl asi 313 HP, s pěti zdvihy za minutu. V roce 1865 byl instalován vodotěžný stroj přivezený z vodní jámy Layer v Brandýsku o výkonu 140 HP. V roce 1901 byl nahrazen podzemními elektrickými rychloběžnými čerpadly systému Riedler s výkonem 1000 l/min.
Důl Kübeck a Thinnfeld se vyznačovaly silnými přítoky důlních vod, které byly ještě zvýšeny o přítoky z dolů Průhon a Layer. Při ražbě dovrchní chodby došlo 19. ledna 1950 k nekontrolovatelnému průvalu vod ze stařin dolu Thiennfeld (staré dobývky z let 1920–1936). V momentě průvalu bylo celkové množství přitékající vody kolem 4 000 l/min. Průval se obešel bez lidských životů, havíři včas unikli do větrné propojky dolu Kübeck.

### Kotelna
Kotelna v linii za strojovnou byla vybavena patnácti válcovými parními kotly, které byly nahrazeny stejným počtem kotlů v roce 1875. V provozu bylo v počtu 8–9 z celkového počtu 15 nových kotlů systému Bolzano s etážovými rošty.
V letech 1892–1894 byla postavena nová kotelna vybavená osmi trubkovými kotli systému Mac-Nicol s topeništi systému Bolzano, které byly vyrobeny v železárnách Společnosti státní dráhy v Rešici v uherském Banátu.

### Doprava
Vytěžené uhlí nebylo dopraveno na povrch, ale v hloubce 17 m pod ohlubní jámy bylo přepravováno zděnou štolou o průřezu 2,5×2 m a délce 150,9 m (jiný údaj 146 m) a dále mostem v délce 143 m do třídírny a k nakládce dolu Thinnfeld. Dopravu zabezpečovala dvojkolejná řetězová dráha o délce 289 m. Doprava v podzemí byla zabezpečena především koňmi. Od roku 1876 to byly řetězové dráhy a po výstavbě elektrocentrály byly zaváděny elektrické lokomotivy.
Pro svislou dopravu v jámě sloužily dvouetážové těžní klece s jedním vozíkem v etáži (nad sebou).

### Větrání
Po ukončení provozu dolu Thinnfeld, který zabezpečoval větrání podzemí, byla ve výjezdním nárazišti v hloubce 16 m instalován ventilátor systému Schielle. Výtažné větry procházely celým šachetním profilem a byly vedeny původní dopravní štolou ven. Proti větrnému zkratu byla jáma opatřena zvlášť zkonstruovanou uzavírkou.

## Ostatní stavby
V areálu dolu byla postavena hornická kolonie, úřednické a správní budovy a nemocnice. Budovy postavené ve svahu staví správní a úřední budovu do dominantního postavení. Dělnická kolonie byla postavena asi v roce1862 ve třech řadách na přísně geometrickém principu. Kolonie byla rozdělena železniční tratí na dvě části. V severní byly tři podélné bloky, z nichž dva byly patrové a jeden přízemní s krajními patrovými nástavbami. V jižní byly dva patrové domy, z nich jeden byl v roce 2004 zbořen. Domy byly zdobeny cihlovými pásy, v přízemí měla okna čtvercový tvar.
Na opačné straně areálu dolu byla budova nemocnice s malým parčíkem a kašnou. Objekt nemocnice byl upraven na obytný dům.